# Paecilaema variegatum
Paecilaema variegatum is een hooiwagen uit de familie Cosmetidae.